# زد سگ بزرگ

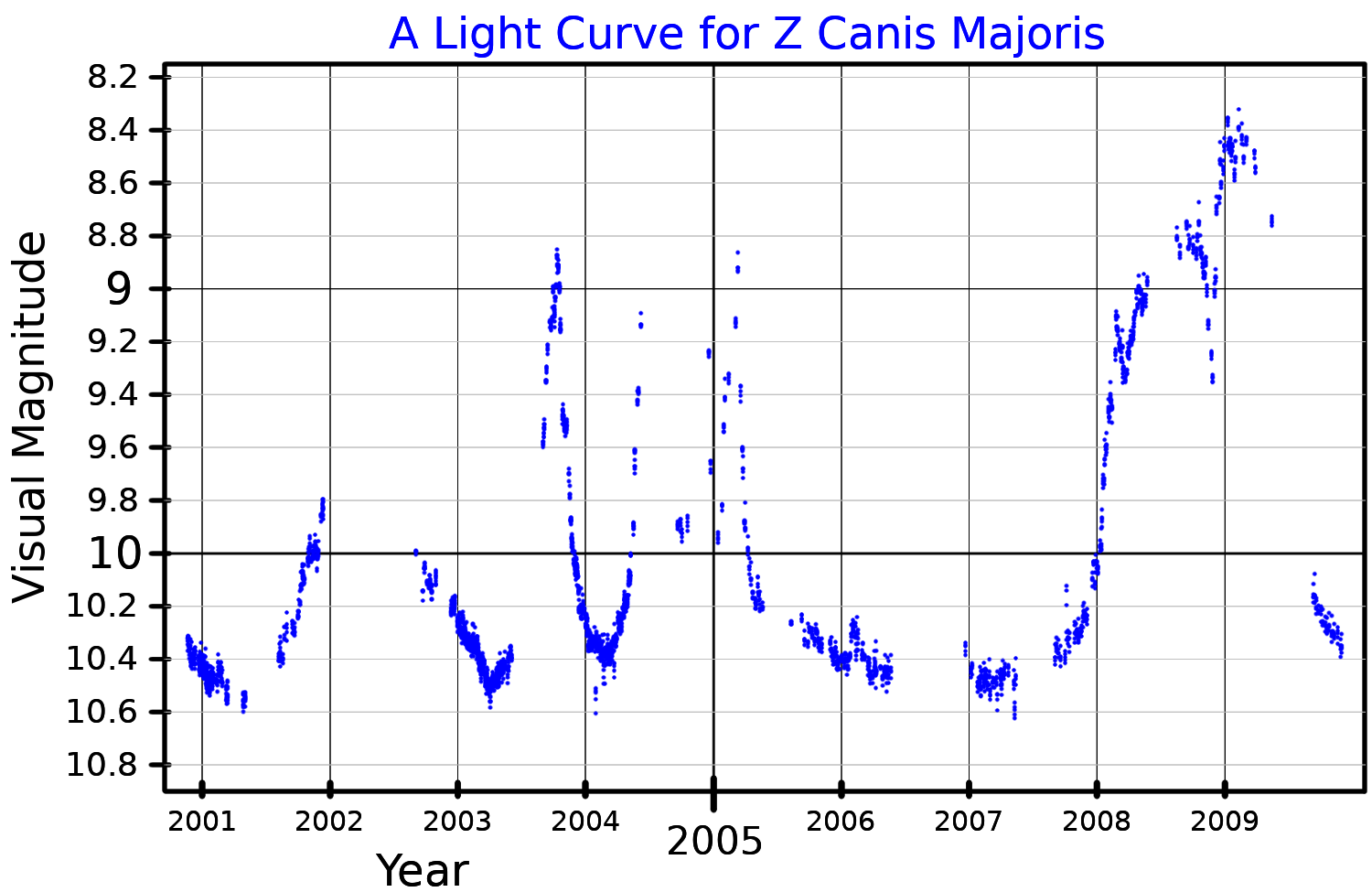
یک منحنی نوری باند بصری برای ستاره زد سگ بزرگ، که از داده‌های نظارت خودکار آسمانی کامل استخراج شده است، اطلاعاتی درباره تغییرات روشنایی ستاره در طول زمان ارائه می‌دهد.

زد سگ بزرگ یک ستاره است که در صورت فلکی سگ بزرگ قرار دارد.